# Ko Raya

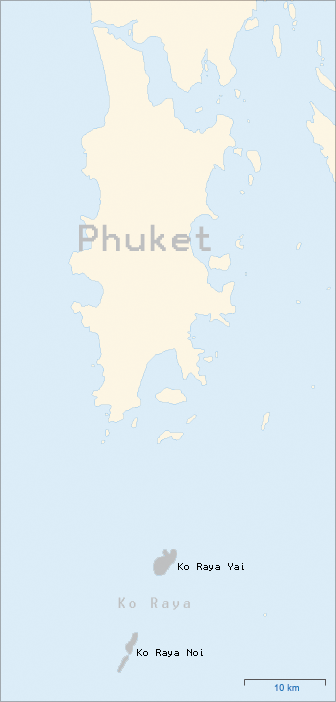
Ko Raya

Ko Raya (Thai: หมู่เกาะรายา – Aussprache: [mùː.kò.raː.jaː] – wörtl. „Raya-Archipel“) ist eine Inselgruppe in der Andamanensee südlich von Phuket, Süd-Thailand. Die beiden Hauptinseln heißen Ko Raya Yai (เกาะรายาใหญ่) und Ko Raya Noi (เกาะรายาน้อย), sie werden auch oft Ko Racha Yai (เกาะราชาใหญ) bzw. Ko Racha Noi (เกาะราชาน้อย) genannt. Yai bedeutet in der Landessprache „groß“, noi bedeutet „klein“.
Verwaltungstechnisch gehört der Ko-Raya-Archipel zur Provinz Phuket, er liegt im Amphoe Mueang Phuket (อำเภอเมืองภูเก็ต).

## Verkehrsverbindungen
Mit Schnellbooten erreicht man zwei Mal täglich die bewohnte Ko Raya Yai in ca. 45 Minuten. Alle Fahrten gehen von der Bucht Ao Chalong aus, die sich am südlichen Ende von Phuket befindet. Alternativ kann man ein Longtailboot samt Bootsführer chartern. Ein Longtailboot ist ein traditionelles, thailändisches, kleines Fischerboot mit Außenbordmotor. Mit dem Longtailboot dauert die 23 km lange Überfahrt etwa 1½ Stunden.

## Sehenswürdigkeiten
Ko Raya Yai und Ko Raya Noi zählen zu den Tauchparadiesen in Südthailand.
Ko Raya Yai, die Große Raya-Insel, ist etwa 2 × 3 km groß und bietet Unterkunftsmöglichkeiten für Touristen, zum Beispiel das Luxus-Resort „The Racha“ mit seinen am Hauptstrand über den Hügel verteilten weißen Villen. Es gibt zwei seicht abfallende „Postkartenstrände“ und ein paar kleine steinige Buchten. Die Insel ist hügelig und zum großen Teil noch von Dschungel bewachsen. In der Inselmitte gibt es viele Kokospalmen. Nur ein paar Dutzend Einheimische verweilen das ganze Jahr auf dem kleinen Eiland. In der thailändischen Regenzeit (Mai bis Oktober eines Jahres) wird der Fährverkehr so gut wie eingestellt. Es verkehren dann nur Versorgungsboote. In der thailändischen Hochsaison (November bis April) wird ein wenig Tourismus betrieben.
Ko Raya Noi hat eine längliche Form, liegt ca. 8 km südwestlich von Raya Yai und ist unbewohnt. Raya Noi hat keine Sandstrände. Die Insel wird vom Dschungel überwuchert. Vor der felsigen Küste findet der Tauchfreund reiche Fischgründe.